# Takamori Saigo

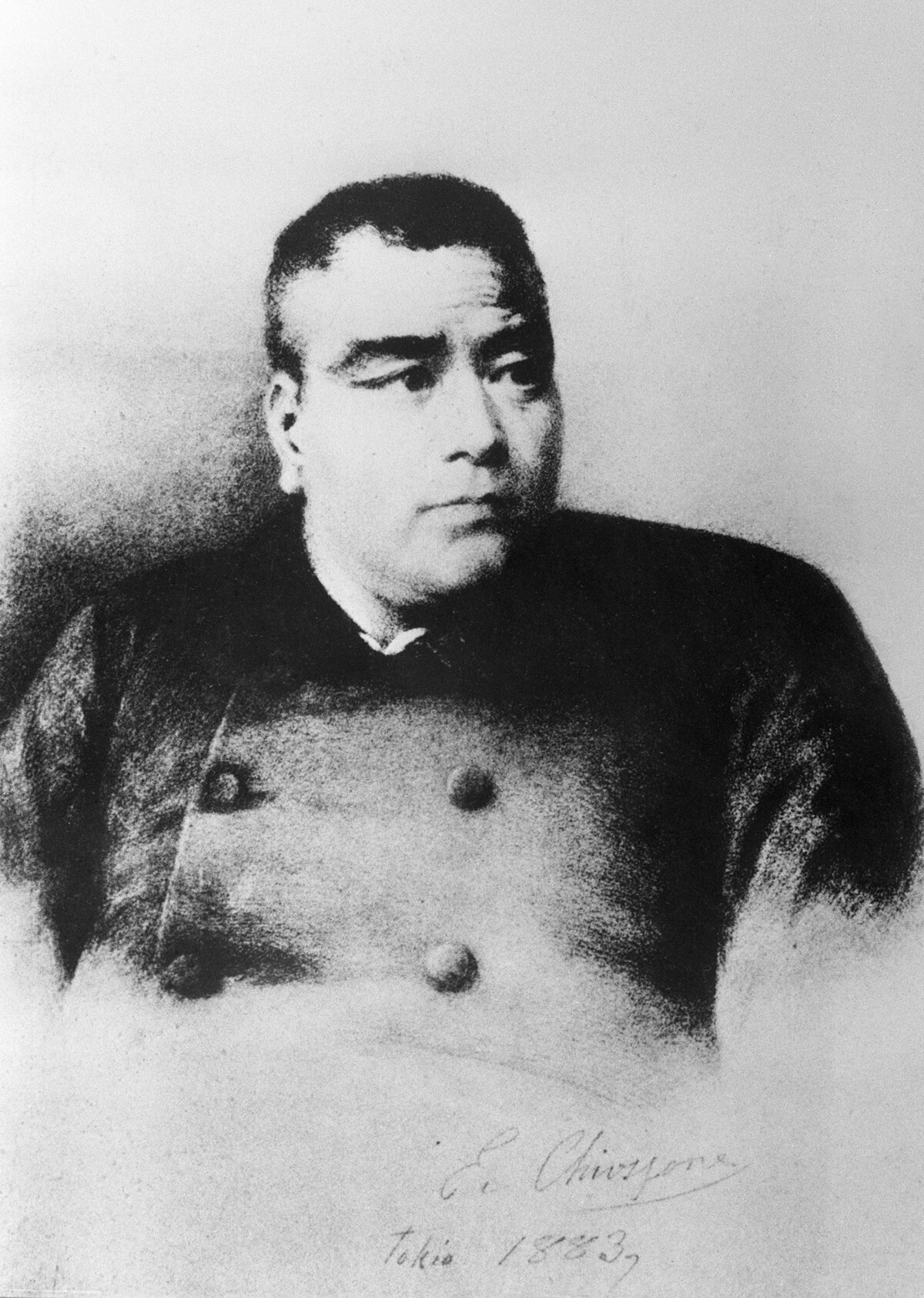
Takamori Saigo

Takamori (Takanaga) Saigō (Japans: 西郷 隆盛, Saigō Takamori) (Kagoshima, 23 januari 1828 – aldaar, 24 september 1877) was een van de invloedrijkste samoerai in de geschiedenis van Japan. Hij leefde tijdens de late Edoperiode en vroege Meijiperiode. Hij is vooral bekend vanwege zijn aandeel in de Satsuma-opstand van 1877.
Takamori Saigo heeft binnen de Japanse geschiedenis en cultuur inmiddels een legendarische status verkregen. Hij wordt veelal omschreven als "de laatste echte samurai".

## Biografie

### Jonge jaren
Takamori Saigo werd volgens de maankalender geboren op de 7e dag van de tiende maand van het 10e jaar van de Bunseiperiode (wat volgens de gregoriaanse kalender overeenkomt met 23 januari 1828) in de stad Kagoshima, hoofdstad van het Sastsumadomein. Hij diende aanvankelijk als lage-rangs samoerai-official. In 1854 werd hij gerekruteerd om naar Edo te gaan en daar de Satsuma-Daimyo Shimazu Nariakira te helpen met het promoten van nauwere banden met het Tokugawa-shogunaat en het Keizerlijk Hof.
Saigo’s activiteiten in Edo kwamen echter abrupt tot een einde toen Tairo Ii Naosuke begon met de Anseizuivering tegen elke vorm van anti-shogunale activiteiten. Onder anderen Shimazu Nariakira vond hierbij de dood. Saigō vluchtte terug naar Kagoshima, maar werd daar gearresteerd en verbannen naar het eiland Amami Oshima. In 1861 werd hij even kort teruggehaald naar Kagoshima, maar al snel weer verbannen door de nieuwe Satsuma Daimyo Shimazu Hisamitsu. Hisamitsu gaf Saigō in 1864 gratie, en stuurde hem naar Kyoto om de interesses van dit domein tegenover het keizerlijk hof te overzien.

### Meiji-restauratie
Nadat hij het commando had gekregen over de troepen van Satsuma in Kyoto, vormde Saigō een bondgenootschap met samurai uit het Aizudomein. Hij spande met hen samen tegen rivaliserende troepen uit het Choshudomein, en voorkwam dat deze de controle konden krijgen over Kyoto en het Keizerlijk paleis tijdens de Hamaguri-opstand. In augustus 1864 was Saigō een van de militaire leiders die deel uitmaakte van de strafexpeditie die werd opgezet tegen de resterende leden van de Chōshū. Deze expeditie leidde later tot de Satcho-alliantie. Toen de Tokugawa bakufu een tweede strafexpeditie opzette tegen Chōshū, bleef Satsuma neutraal.

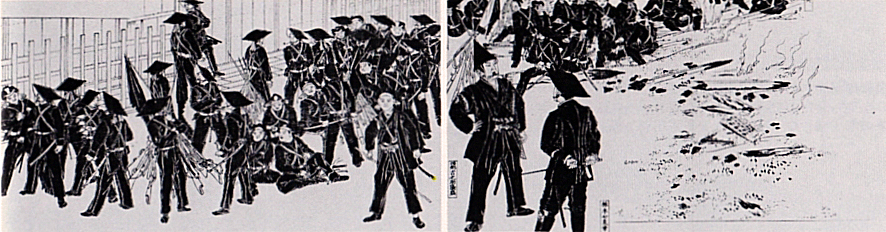
Takamori Saigo (met de grote helm) inspecteert de troepen van Chōshū tijdens de Slag om Toba-Fushimi.

In november 1867 trad Shogun Tokugawa Yoshinobu af, wat het begin inluidde van de Meiji-restauratie. Saigō was een van de grootste tegenstanders van de aanvankelijk gekozen oplossing voor de veranderingen in Japan. Hij stond erop dat de Tokugawa afstand zouden moeten doen van hun land en speciale status. Zijn uitingen waren een van de oorzaken van de Boshin-oorlog. In deze oorlog leidde Saigo de keizerlijke troepen in de slag om Toba-Fushimi, en vervolgens in de strijd om Edo. Hier werd het kasteel van Edo heroverd van Katsu Kaishu.

### Meiji-bureaucraat

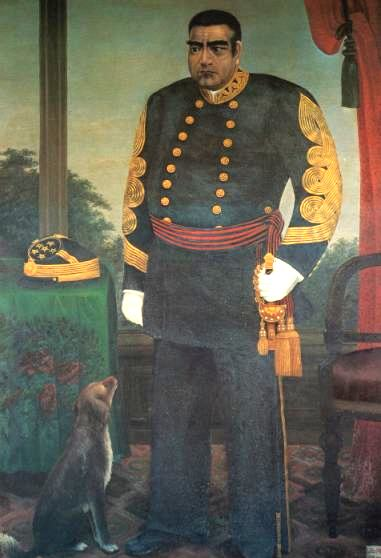
Saigo Takamori in een uniform geïnspireerd door het Pruisissche leger

Hoewel Toshimichi Okubo en anderen actiever en invloedrijker waren in het opstellen van de nieuwe Meiji-overheid, behield Saigō een belangrijke positie. Zijn medewerking was van essentieel belang in de afschaffing van het han-systeem en de oprichting van een nieuw leger. Ondanks zijn simpele achtergrond, mocht hij in 1871 tijdens de afwezigheid van reguliere overheid door de Iwakura-missie het bevel voeren over de tijdelijke overheid.
Saigō was eerst tegen de modernisering van Japan en het feit dat het land zich open zou stellen voor westerlingen. Zo uitte hij openlijk zijn ongenoegen over de aanleg van een nieuw spoornetwerk, daar volgens hem het geld dat hierin werd gestoken beter aan modernisering van het leger kon worden besteed.
Saigō stond er echter wel op dat Japan Korea de oorlog zou verklaren, omdat deze tijdens het Seikanrondebat van 1873 had geweigerd om Meiji te erkennen als keizer van Japan. Deze weigering verstoorde elke poging om diplomatieke relaties aan te gaan met Korea. Eenmaal bood Saigo aan om Korea persoonlijk te bezoeken om een casus belli te veroorzaken; hij wilde zich bij zijn bezoek dusdanig onbeschoft gedragen dat Koreanen hem zouden doden. Andere Japanse leiders waren echter tegen dit plan. Saigo trok zich hierop uit protest terug uit de overheid en keerde terug naar Kagoshima.

### Satsuma-opstand

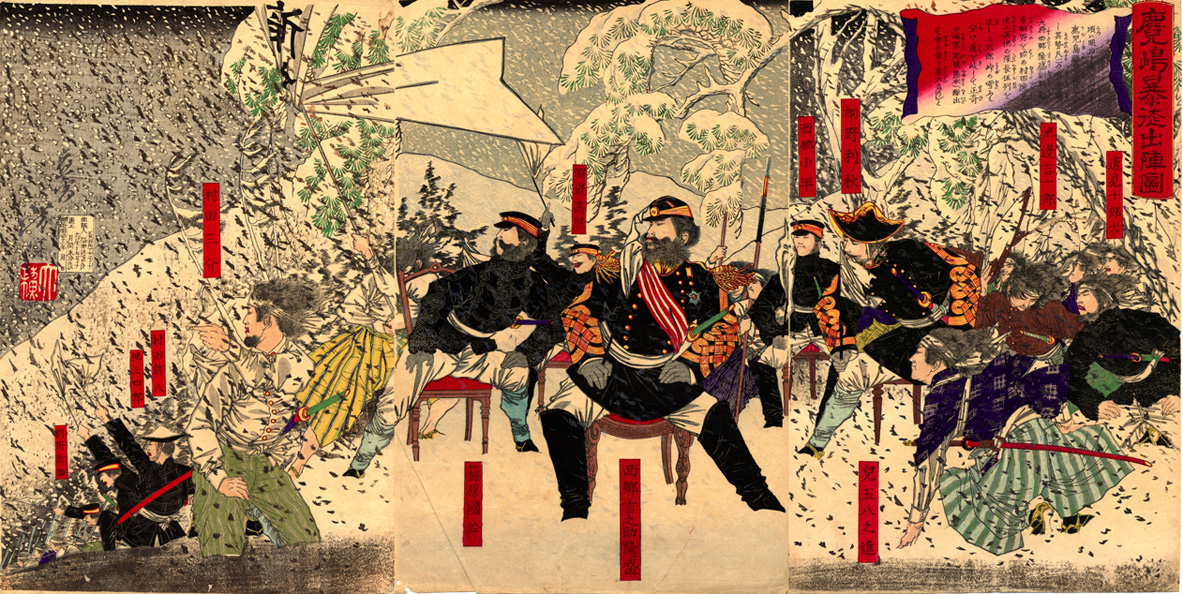
Saigo bereidt zich voor op de oorlog.

Niet lang na Saigo’s terugkeer in Kagoshima, werd een privé-academie opgericht in Kagoshima voor de loyale samoerai die net als Saigo hun posities binnen de nieuwe Japanse overheid hadden opgegeven en hem waren gevolgd. Bang dat deze samoerai samen een opstand zouden beginnen, stuurde de overheid in 1877 oorlogsschepen naar Kagoshima om de stad te ontdoen van wapens. Deze actie was juist aanzet voor een conflict. Saigo leidde, zij het met enige aarzeling, een groep opstandelingen in een gevecht tegen de centrale overheid.

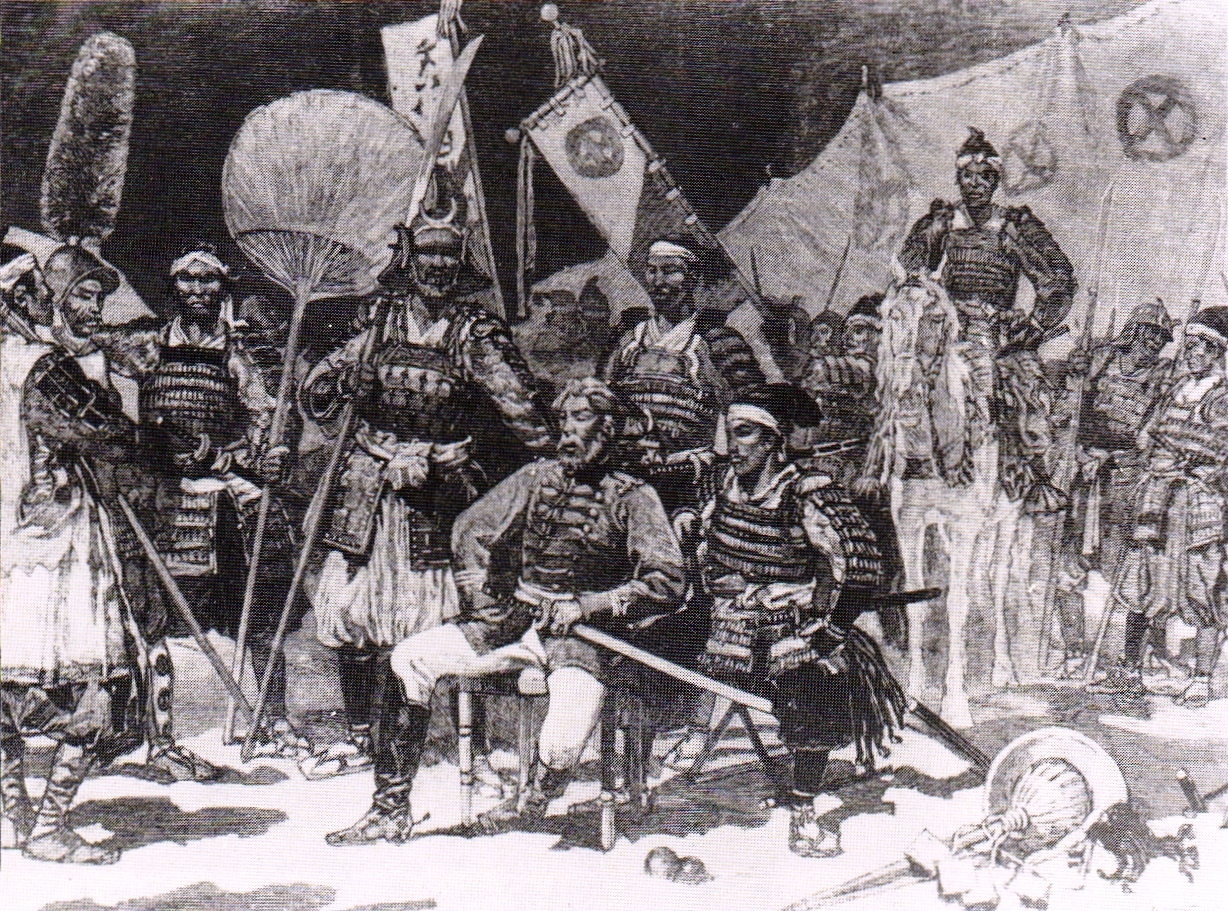
Takamori Saigō (gekleed in westers uniform) tussen zijn officieren. Artikel in Le Monde Illustré, 1877.

De opstand werd echter binnen een paar maanden de kop ingedrukt door het leger van de overheid; een mengeling van 300.000 samurai-officieren en andere soldaten onder leiding van Kawamura Sumiyoshi. De rebellen waren met ongeveer 40.000. Slechts 400 van hen waren nog over bij het laatste treffen; de slag om Shiroyama, welke plaatsvond op 24 september 1877. Ondanks dat de opstandelingen vochten om de rol van de samoerai te behouden, gebruikten ze wel moderne wapens. Saigo zelf wordt in afbeeldingen van de opstand vrijwel altijd neergezet in een westers uniform.
Saigo is tijdens de slag om Shiroyama om het leven gekomen. De exacte doodsoorzaak is niet bekend. Sommige bronnen van zijn ondergeschikten beweren dat hij seppuku zou hebben gepleegd nadat hij gewond was geraakt bij de laatste veldslag. Historici denken echter dat hij tijdens de veldslag in shock was geraakt als gevolg van een zware verwonding, en toen door een paar van zijn eigen volgelingen gedood is. Dat hij seppuku zou hebben gepleegd zou later door zijn volgelingen verzonnen zijn om Saigo’s status als “ware samurai” te behouden. Saigo’s lichaam werd onthoofd teruggevonden op het slagveld. Zijn hoofd zou later teruggevonden zijn door soldaten van de overheid, en herenigd zijn met het lichaam voor Saigo’s begrafenis. Hij werd begraven naast zijn handlangers Kirino en Murata. Een populair gerucht is echter dat Saigo’s hoofd zou zijn meegenomen door zijn volgelingen, en nooit zou zijn teruggevonden.

## Nasleep
Na zijn dood gingen al snel sterke verhalen en mythes zich ronde doen over Saigo, waaronder dat hij nog in leven zou zijn. Veel mensen in Japan verwachtten dat hij op een dag zou terugkeren uit Brits-Indië, India of China om een einde te maken aan het onrecht in Japan. Er zijn geschreven bronnen uit de late 19e eeuw waarin wordt beweerd dat Saigo’s beeltenis te zien zou zijn geweest in een komeet, wat als slecht teken voor zijn tegenstanders werd beschouwd.
Daar de Japanse overheid al snel besefte dat de bevolking Saigo altijd als een held zou blijven zien, besloot men om hem op 22 februari 1889 postuum gratie te geven voor zijn aandeel in de opstand.

## Standbeeld in Uenopark

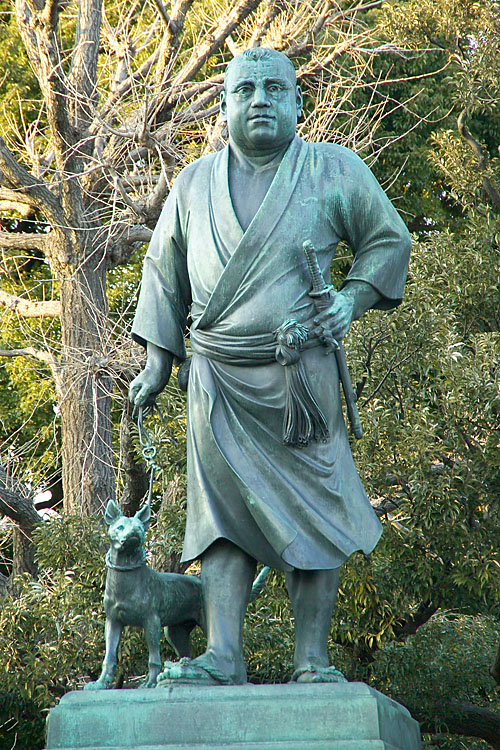
Saigō Takamori's standbeeld in Uenopark.

Op 18 december 1898 werd in het Uenopark in Tokio een bronzen standbeeld van Saigo onthuld. Dit beeld, gemaakt door Takamura Koun, toont Saigo die met zijn hond wandelt.
De Britse diplomaat Ernest Satow, die in de jaren 60 van de 19e eeuw Saigo had ontmoet, was aanwezig bij de onthulling van het beeld.

## In media
Saigō's laatste gevecht met de nieuwe Japanse overheid diende als basis voor de film The Last Samurai uit 2003. Ken Watanabe speelt hierin de rol van Saigō, hoewel de naam in de film wordt veranderd naar Katsumoto.
Een animatieversie van Saigō is te zien in de animatiefilm Kamui no Ken.
Saigō is een bijpersonage in de Nippon Hoso Kyokai-dramaserie Atsuhime, waarin hij wordt gespeeld door Ozawa Yukiyoshi.
Saigō wordt geregeld genoemd in de manga Rurouni Kenshin, maar verschijnt nooit in beeld.